# Robert Darnton
Robert Darnton, né le 10 mai 1939 à New York, est un historien américain, spécialiste des Lumières européennes et de l'histoire du livre sous l’Ancien Régime. Il est récipiendaire en 2011 de la National Humanities Medal, médaille remise par Barack Obama en reconnaissance de sa contribution majeure aux sciences humaines. 

## Biographie
Diplômé de l'université Harvard en 1960 et de l'université d'Oxford en 1964, Robert Darnton a été président de la Société américaine d'histoire. Professeur à l’université de Princeton, il y enseigne de 1968 à 2007. Il y dirige à partir de 2002 le Centre pour l’étude du livre et des médias. Il s’intéresse aussi à la publication électronique et a fondé le Gutenberg-e Program. Depuis juillet 2007, il a le statut de professeur émérite à Princeton. Il fut également directeur de la bibliothèque de l'université Harvard de 2007 à 2015. Il s'engagea alors très activement contre la privatisation numérique d'une partie de son fonds par le projet Google Book Search, combat qu'il relata dans Apologie du livre.

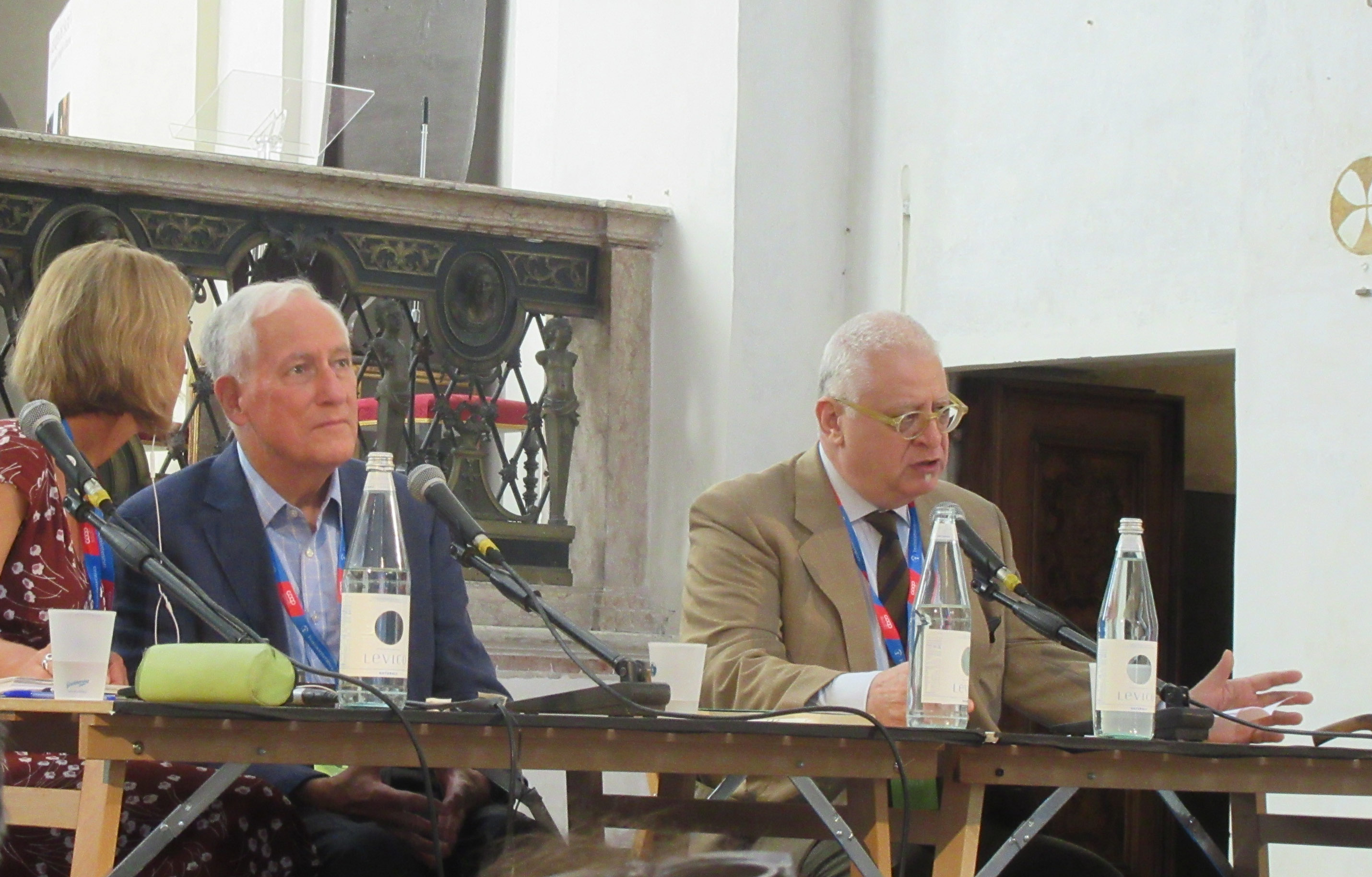
Les professeurs Robert Darnton et au de Mantoue, le 8 septembre 2018.

### Travaux
Grâce à l’étude du fonds d’archives de la Société typographique de Neuchâtel, il a mis au jour les dynamiques de circulation de la littérature clandestine au XVIIIe siècle avant la Révolution française. Ses travaux permettent notamment de mieux comprendre le rôle joué par les imprimeurs étrangers, suisses, belges ou hollandais, dans l'acheminement dans le royaume de France de livres censurés. Ces enseignements, issus notamment de l'étude des archives de la STN, ont fait l'objet d'un ouvrage publié en 1991, intitulé Édition et sédition.  
Dans son ouvrage consacré à L'Affaire des Quatorze, Robert Darnton s'intéresse au rôle de l'oralité dans l'espace public de la fin du XVIIe et du XVIIIe siècle. Il analyse notamment la manière dont les poèmes, et autres chansons populaires, ont pu être utilisés pour critiquer la monarchie ou bien pour nourrir des complots politiques, provenant notamment de la cour elle-même. Grâce à l'analyse des archives associées à cette affaire, qui eut lieu sous le règne de Louis XV, Darnton a notamment mis au jour le rôle déterminant des courtisans dans la production et la mise en circulation de ces poèmes critiques à l'égard du roi et de son entourage. Ses travaux permettent de rompre avec une vision d'un espace public naissant uniquement cantonné à sa dimension écrite ou philosophique qui pouvait prévaloir jusque-là, ainsi qu'à mieux appréhender la relation entretenue entre les élites, politiques notamment, du royaume et le Paris dit "populaire" du XVIIIe siècle.   
Les travaux de Robert Darnton sur le XVIIIe siècle ont donc le mérite de contextualiser et surtout de questionner les conceptions généralement répandues de l'espace public, à la suite notamment des travaux pionniers sur celui-ci menés par le philosophe allemand Jürgen Habermas.

### Distinctions
En 1999, le gouvernement français lui décerne la Légion d’honneur (chevalier), en reconnaissance de ses nombreux travaux. Il est également officier de l’ordre des Arts et des Lettres et détenteur de quatre titres de docteur honoris causa. 

### Prix
- 2013 : prix mondial Cino-Del-Duca.

## Ouvrages
(Traduits en français.)
- La Fin des Lumières : le mesmérisme et la Révolution, 1968.
- L’Aventure de l’Encyclopédie, 1775-1800 : un best-seller au siècle des Lumières, Paris, 1982.
- Bohème littéraire et Révolution : le monde des livres au XVIIIe siècle, 1983 (réédition 2010).
- Le Grand Massacre des chats : attitudes et croyances dans l’ancienne France, Paris, 1984 (réédition 1986).
- Édition et sédition : l’univers de la littérature clandestine au XVIIIe siècle, Paris, 1991.
- Dernière danse sur le mur : Berlin, 1989-1990, Paris, 1992.
- Gens de lettres, gens du livre, Paris, 1992.
- Pour les Lumières : défense, illustration, méthode, Paris, 2002.
- Le Diable dans un bénitier : l'art de la calomnie en France, 1650-1800, Paris, 2010.
- Apologie du livre : demain, aujourd'hui, hier  (trad. de l'anglais), Paris, Gallimard, 2010, 218 p. (ISBN 978-2-07-012846-4).
- De la censure : essai d'histoire comparée, Paris, Gallimard, coll. « Essais », 2014, 416 p.  (ISBN 978-2-07-014484-6).
- L’Affaire des Quatorze : poésie, police et réseaux de communication à Paris au XVIIIe siècle, Paris, Gallimard, coll. « Essais », 2014, 240 p.  (ISBN 978-2-07-014524-9).
- Un tour de France littéraire. Le monde des livres à la veille de la Révolution[7], Gallimard, coll. « Essais », 2018.
- Éditer et pirater. Le commerce des livres en France et en Europe au seuil de la Révolution, Paris, Gallimard, coll. « nrf Essais », 2021, 496p.  (ISBN 9782072842191).
- L'humeur révolutionnaire : Paris, 1748-1789 [« The Revolutionary Temper : Paris, 1748-1789 »]  (trad. de l'anglais par Hélène Borraz), Paris, Gallimard, coll. « NRF essais », 2024, 582 p. (ISBN 978-2-07-299049-6, présentation en ligne).